# Sidi Mahrez
Sidi Mahrez, comunemente noto come Qadi Abu Muhammad Mahrez (951 – 1022), è un santo tunisino, considerato il patrono di Tunisi.

## Biografia
Di origine sceriffiana, in quanto discendente da Abū Bakr (il primo califfo succeduto a Maometto), la sua famiglia si era stabilita da tempo a Tunisi. Suo padre era un dotto giureconsulto (faqih), ed egli stesso ebbe una solida formazione giuridica e letteraria. La sua attività si colloca tra il 975 e il 1022. Durante tale periodo, egli godette del costante favore dei principi ziridi di Qayrawan, luogotenenti e successori dei Fatimidi dopo che questi ultimi si furono stabiliti al Cairo nel 973.
La città di Tunisi era stata particolarmente colpita dall'insurrezione kharigita condotta contro i Fatimidi da Abu Yazid, detto «l'uomo con l'asino». Il 30 settembre del 945 gli insorti avevano occupato la città dandosi al saccheggio dei suq e alla devastazione degli edifici e della cinta muraria, fatta di mattoni e di argilla. Il restauro della città fu opera di Sidi Mahrez, e da ciò deriverebbe un modo di dire popolare, Yehrez mehrez ya tounes "Mahrez ti preserva, o Tunisi". Sidi Mahrez fece ricostruire le mura della città, e vi creò nuovi suq, esenti da ogni tassa che non fosse quelle previste dal Corano. Incoraggiò anche l'artigianato.
Il suo nome è anche legato alla fondazione del quartiere (hara) ebraico di Tunisi, la cui localizzazione sarebbe stata scelta gettando un bastone dall'alto della moschea che oggi porta il suo nome (Cohen 1964: 8). La vicinanza con la sua dimora avrebbe conferito a questo quartiere un'inviolabilità che nessuno avrebbe osato trasgredire. La minoranza ebraica di Tunisi ebbe quindi modo di risiedere all'interno della città, mentre in precedenza gli ebrei ne erano esclusi e dovevano rimanere all'esterno quando venivano chiuse le porte e dovevano passare la notte nei pressi del villaggio vicino di Mellassine.
La sua attività a favore della città, la sua liberalità e il suo ascetismo valsero a Sidi Mahrez una grande ammirazione da parte dei suoi amministrati. Il retaggio prestigioso che egli lasciò alla città, le sue premure nei confronti della popolazione, a in particolare verso la minoranza ebraica fecero sì che dopo la morte egli venne considerato il santo patrono di Tunisi. Sulla sua tomba, meta di continui pellegrinaggi, è stata edificata una costruzione monumentale nel XVIII secolo.